# Трегери
Трегери (од  ) су одевни предмет од тканине или кожне траке који се носи преко рамена да би држале панталоне. Оне се најчешће употребљују уместо класичног каиша. Траке могу бити еластични, било у потпуности или само на прикључним крајевима. На крајевима ове тканине се налазе штипаљке које се каче на панталоне. У зависности од изглда трегера на леђима постоје Х и Y трегери. Трегери који се користе као држач за чарапе се зову подвезице.

## Историја
Савремени тип трегера је осмислио 1820 Алберт Тарстон који се и даље праве у Енглеској. Једно време су биле стандардан одевни предмет код већине мушараца. Нарочиту популарност су имале између два светска рата у САД. Према статистици који су тих година спроводили модни часоиси око 60% у Америци су преферирали трегере. Трегери су постали заштитни знак људи па и познатих личности. Данас један од најпознатијих новинара Лари Кинг се не појављује без својих карактеристичних трегера.